# Okręg wyborczy Lyne
Okręg wyborczy Lyne (ang. Division of Lyne) – jednomandatowy okręg wyborczy do Izby Reprezentantów Australii, położony w północnej części wybrzeża Nowej Południowej Walii. Został ustanowiony w 1949, jego patronem jest polityk z okresu powstawania zjednoczonej Australii William Lyne. Historycznie w okręgu dominowały zdecydowanie Narodowa Partia Australii i jej poprzedniczka Partia Wiejska, jedynie w latach 2008-2013 był on reprezentowany przez posła niezależnego. 

## Lista posłów
| okres urzędowania | poseł           | przynależność                                               |
| ----------------- | --------------- | ----------------------------------------------------------- |
| 1949-1952         | Jim Eggins      | Partia Wiejska                                              |
| 1952-1980         | Philip Lucock   | Partia Wiejska (od 1975 Narodowa Partia Wiejska)            |
| 1980-1993         | Bruce Cowan     | Narodowa Partia Wiejska (od 1982 Narodowa Partia Australii) |
| 1993-2008         | Mark Vaile      | Narodowa Partia Australii                                   |
| 2008-2013         | Rob Oakeshott   | Narodowa Partia Australii                                   |
| od 2013           | David Gillespie | Narodowa Partia Australii                                   |

źródło: 

## Dawne granice

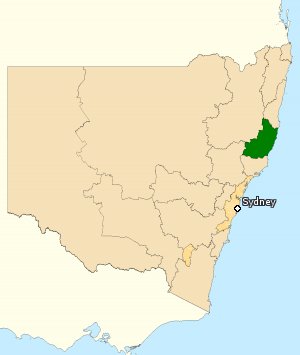
Okręg w granicach z 2010 roku